# Kathleen Frances Daly Pepper
Kathleen Frances Daly Pepper (* 28. Mai 1898 in Napanee, Ontario; † 1994 in Toronto, Ontario; geborene Kathleen Daly) war eine kanadische Porträt- und Landschaftsmalerin. 
Daly Pepper heiratete 1929 ihren Künstlerkollegen George Pepper. Das Künstlerpaar interessierte sich für die First-Nations-Stämme; Kathleen Frances Daly Pepper erstellte zudem umfassende Studien der Inuit. Sie wird als bedeutender Teil der damaligen Bewegungen auf eine kanadische Kunst hin angesehen und war Mitglied der Canadian Group of Painters, einer Nachfolgegruppierung der einflussreichen Group of Seven.